# Жене у Африци
Жене у Африци су жене које су рођене и који живе на афричком континенту. Култура, еволуција и историја афричких жена је повезана са еволуцијом и историјом афричког континента.
Бројне кратке студије су се појавиле у вези са историјом жена у афричким земљама.
 Појавило се неколико истраживања које су подсахарску Африку ставиле у контекст историје жена.
Постоје многа истраживања за одређене земље и регионе, као што су Египат, Етиопија, Мароко, Нигерија. и Лесото.

## Историја афричких жена
Проучавање историје жена у Африци се покренуло релативно брзо након проучавања Африке у целини. Историчари као што су Јан Вансина и Валтер Родни су утицали на академске кругове на западу да признају постојање предколонијалних афричких друштава и држава услед афричких покрета независности 1960-их, иако су се углавном фокусирали на историју мушкараца. Научница Естер Босеруп је изазвала комешање међу историчарима својом књигом Улога жена у економском развоју, која је показала централну улогу коју жене имају током дуге историје Африке. До осамдесетих година прошлог века, научници су прикупљали податке о афричким женама широм континента укључујући студију жена Џорџа Брукса из 1976. године о женским трговцима у преколонијалном Сенегалу, студију Маргарет Џин Хаис о томе како су економске промене у колонијалној Кенији погодиле Луо жене, као и студију Кристин Ман из 1985. године о браку у Нигерији. Током времена, историчари су расправљали о улози и статусу жена у преколонијалном и колонијалном друштву. Вршена су истраживања како су се жене бориле са променом облика угњетавања, како су кућни послови постали женски послови, која је улога жена у националним борбама за независност (Шикола, 1998; Присли, 1992). Чак су тврдили да се категорија "жена" у неким случајевима не може се применити у преколонијалном контексту (Ојвуми, 1997). Уочено је да су жене били главни актери у погледу историје, економије и друштва у скоро свим регионима Африке током миленијума.
Током Алжирског рата за независност, жене из Алжира су се борили равноправно и заједно са мушкарцима. На тај начин постигнут је нови осећај сопственог идентитета и степен прихватања од стране мушкараца. После рата, жене су почеле активније да учествују у развоју нове државе.

## Традиционалне улоге
Од 1940-их до Мароканске декларације о независности 1956. године, Мароканске жене су живели у породицама, које су биле "затворена дворишта" или харем. Традиција харемског начина живота за жене постепено се завршава када Мароко постаје независтан.
Традиционална подела рада у Сенегалу подразумевала је да су жене одговорне за обављање кућних послова, као што су кување, чишћење, чување деце. Оне су биле одговорне за велики део пољопривредних радова, укључујући сетву и жетву риже. У последњих неколико деценија, економске реформе и урбанизација довели су до мигрирања младих људи у градове, као што је Дакар. Жене у руралним деловима преузимају све више активно учешће у управљању шумских ресурса и гајењу проса и пиринча. Међутим, у традиционалним друштвима која су живела на месту где је сада Сенегал, жене племства су биле утицајне на политичкој сцени. То је делимично зато што је наслеђивање по мајчиној линији било средставо за принца да постане краљ.

## Више права за жене
Алжир се сматра релативно либералном земљом и статус жене то показује. За разлику од других земаља у области равноправности, жене из Алжира су обухваћене законима и Уставом.  Оне могу да гласају и да се кандидује за политичке позиције.
Стање права за жене у Бенину је знатно побољшано након обнове демократије и доношења Устава, и усвајање Закона о личности и породици у 2004. години. Међутим, неједнакост и дискриминација још увек постоје. Многоженство и присилни бракови су незаконити, али ипак постоје.